# Benton Harbor
Benton Harbor es una ciudad situada en el condado de Berrien, Míchigan, Estados Unidos. Tiene una población estimada, a mediados de 2023, de 8875 habitantes.

## Geografía
La localidad está ubicada en las coordenadas 42°06′49″N 86°26′50″O / 42.11361, -86.44722 (42.113495. -86.44725). Según la Oficina del Censo, tiene una superficie total de 11.99 km², de los cuales 11.36 km² corresponden a tierra firme y 0.63 km² están cubiertos de agua.

## Demografía
Según el censo de 2020, en ese momento la localidad tenía una población de 9103 habitantes. La densidad de población era de 801.32 hab./km².
| Raza                   | Núm. | Porc. |
| ---------------------- | ---- | ----- |
| Afroamericanos         | 7633 | 83.9% |
| Blancos                | 753  | 8.3%  |
| Amerindios             | 30   | 0.3%  |
| Asiáticos              | 13   | 0.1%  |
| Isleños del Pacífico   | 6    | 0.1%  |
| De otras razas         | 279  | 3.1%  |
| De una mezcla de razas | 389  | 4.3%  |

Del total de la población, el 5.1% eran hispanos o latinos de cualquier raza.